# 조던 차니
조던 차니(Jordan Charney, 1937년 4월 1일 ~ )는 미국의 배우이다.
브루클린에서 태어났다.

## 출연 작품
- 아나모프 (2007년)
- 리썰 참 (1991년)
- 데이비드 (1988년)
- 더 타운 불리 (1988년)
- 굿바이 베트남 (1988년)
- 홈 파이어스 (1987년)
- 나의 작은 소녀 (1986, My Little Girl)
- 여자를 쫓는 남자 (1985년)
- 마지막 홈런 (1985년)
- 고스트버스터즈 (1984년)
- 여배우 프란시스 (1982년)
- 세페레이트 웨이즈 (1981년)
- 네트워크 (1976년) - 해리 헌터 역
- 종합병원 (1971년)

### 텔레비전
- 다이너스티 (1981년)
- 댈러스 (1978년)
- 법과 질서 (1990년)
- 원 라이프 투 리브 (1968년)